# Wolfgang Georg II. zu Castell-Remlingen

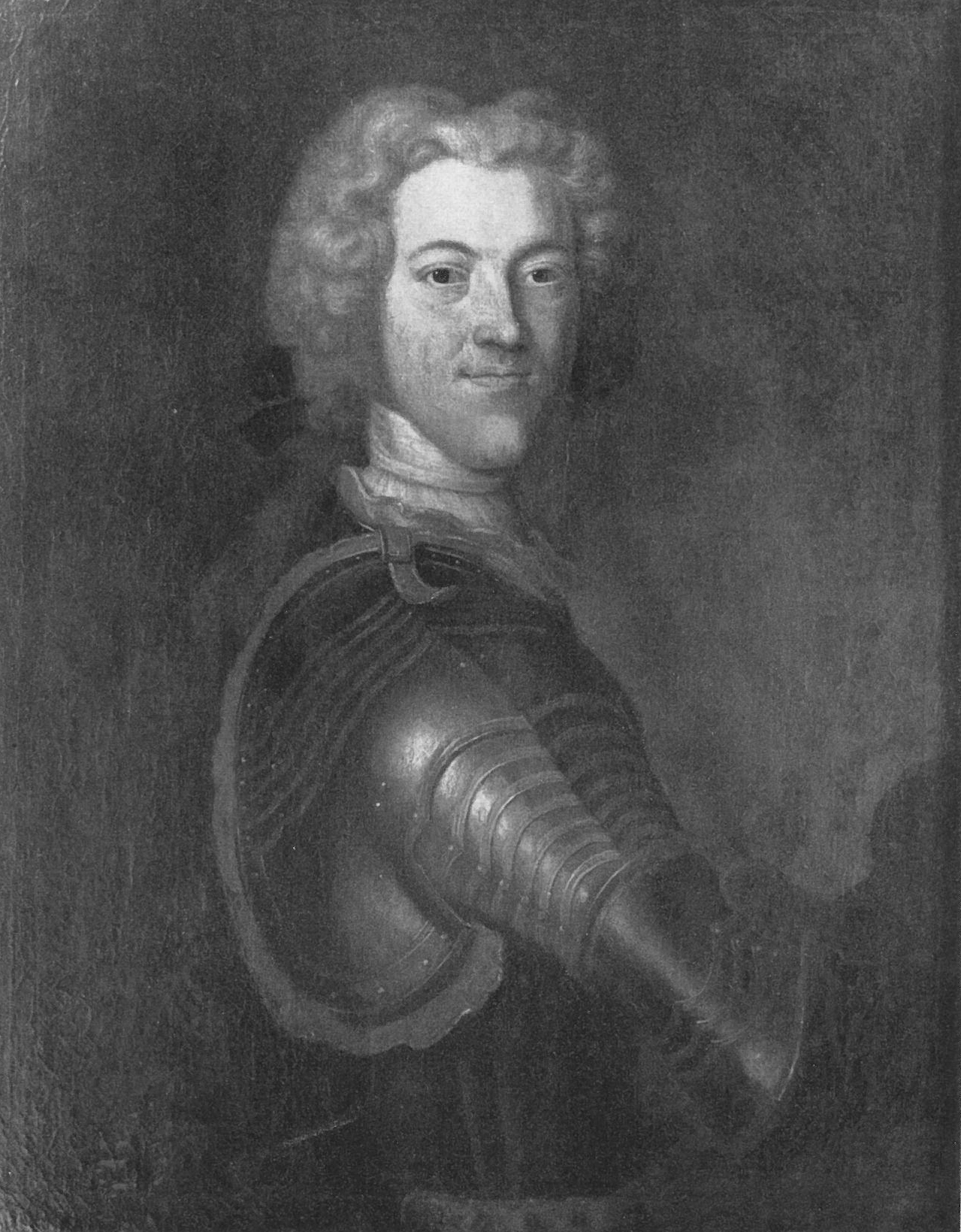
Graf Wolfgang Georg II., Gemälde von Henri Millot 1727

Wolfgang Georg II. Graf und Herr zu Castell-Remlingen (* 20. Dezember 1694 in Castell; † 22. September 1735 ebenda) war von 1709 bzw. 1717 bis 1735 Herrscher der Grafschaft Castell. Er teilte sich die Herrschaft mit seinen Brüdern Karl Friedrich Gottlieb, August Franz Friedrich und Ludwig Friedrich. Daneben tat er sich als Militär in den Türkenkriegen hervor.

## Die Grafschaft vor Wolfgang Georg II.
Vor der Herrschaft des Grafen Wolfgang Georg II. stand in Castell die Spaltung in zwei Linien, die im Laufe des 16. Jahrhunderts vollzogen worden war. Die Grafen von Castell-Rüdenhausen hatten ihre Residenzen in Wiesenbronn und Rüdenhausen, während ihre Verwandten, die Grafen von Castell-Remlingen, in Castell und Remlingen saßen. Hierdurch war das Herrschaftsgebiet gespalten und dem Dreißigjährigen Krieg des 17. Jahrhunderts noch schutzloser ausgeliefert.
Unter den Vorgängern des Wolfgang Georg, die Linie Remlingen war in zwei Landesportionen gespalten worden, forcierte man den Wiederaufbau der zerstörten Gebiete und die Wiederansiedlung der dezimierten Bevölkerung. Des Weiteren orientierten sich die Grafen zu den größeren Herrschaften der Umgebung und begannen hier weitere repräsentative Posten in der Verwaltung einzunehmen. Mit Graf Friedrich Magnus hielt auch die Tradition Einzug, eine militärische Laufbahn einzuschlagen.

## Leben
Graf Wolfgang Georg wurde am 20. Dezember 1694 im unterfränkischen Castell geboren. Er war der erstgeborene Sohn von Graf Wolfgang Dietrich und dessen zweiter Frau Dorothea Renate, geborene von Zinzendorf und Pottendorf. Wolfgang Georg hatte sieben Geschwister und sechs Halbgeschwister aus der ersten Ehe seines Vaters. Mehrere seiner Geschwister erreichten jedoch das Erwachsenenalter nicht.
Der junge Graf studierte zunächst in den Niederlanden. Hier besuchte er die Universitäten in Leyden und Utrecht und bereiste anschließend auf der obligatorischen Kavalierstour Frankreich und das Heilige Römische Reich. Nach dem Tod seines Vaters im Jahr 1709 trat Wolfgang Georg, als Wolfgang Georg II., zusammen mit seinen vier Brüdern und Halbbrüdern die Herrschaft über die Grafschaft an, die hierzu in vier Landesteile aufgeteilt wurde.
Im Jahr 1714 trat der Graf in die Fußstapfen seines Onkels Friedrich Magnus und nahm eine Stelle als Hauptmann in der markgräflich-ansbachischen Armee an. Im Zuge dieser militärischen Karriere war Wolfgang Georg an den Feldzügen gegen die Türken in Ungarn und Italien beteiligt. Im Jahr 1718 erlitt er vor Genua Schiffbruch und entging nur knapp dem Tod. Ein Jahr später wurde der Graf bei der Erstürmung eines Kastells bei Messina lebensgefährlich verletzt.
Ab 1721 beteiligte sich Wolfgang Georg am Krieg der Quadrupelallianz gegen Spanien. Hier diente er im Regiment „Graf Seikendorf“, zweimal wurde er verwundet und nahm, noch immer an einer Beinverletzung leidend, 1727 seinen Abschied vom Militär. Mittlerweile war er zum Obristleutnant des fränkischen Kreises aufgestiegen. Graf Wolfgang Georg lebte bis zu seinem Lebensende in Castell und starb hier am 22. September 1735.

## Ehe und Nachkommen
Graf Wolfgang Georg heiratete um 1727 die Gräfin Friederike zu Ortenburg. Mit ihr hatte er insgesamt acht Kinder, von denen jedoch nur vier das Erwachsenenalter erreichten. Der erstgeborene Sohn Christian Friedrich Carl wurde zum Thronfolger aufgebaut und übernahm den Landesteil nach dem Tod des Vaters.
- Albertine Karoline Dorothea (* 20. Dezember 1727 in Castell; † 20. Juni 1728 ebenda)
- Charlotte Henriette (* 23. Februar 1729 in Castell; † 21. Juli 1797 ebenda)
- Christian Friedrich Carl (* 26. Februar 1730 in Castell; † 15. Oktober 1773 ebenda)
- Friedrich Wolfgang (I; * 28. März 1731 in Castell; † 31. März 1731 ebenda)
- Friedrich Wolfgang (II; * 29. Februar 1732 in Castell; † 2. Mai 1732 ebenda)
- Georg Wilhelm (* 26. Januar 1733 in Castell; † 13. August 1733 ebenda)
- Sophie Charlotte (* 23. April 1734 in Castell; † 9. Dezember 1772 in Wertheim)
- Albertine Renata (* 2. Juli 1735 in Castell; † 21. Januar 1804 in Kirchberg)[3]